# علي بن مسهر
علي بن مسهر بن علي بن عمير بن عاصم بن عبيد بن مسهر. أبو الحسن الكوفي، القرشي، قاضي الموصل، من أئمة ورواة الحديث وهوثقة، ولد في حدود العشرين ومائة، و كان من مشايخ الإسلام وهو من خزيمة بن لؤي بن غالب، وهم عائذة قريش، كان ثقة، جمع الحديث والفقه. وولي القضاء بالموصل، ثم بأرمينية، وعمي فيها فرجع إلى الكوفة، مات سنة تسع وثمانين ومائة.

## روايته للحديث النبوي
- روى عن: الأجلح بن عبد الله الكندي، وإسماعيل بن أبي خالد، وإسماعيل بن مسلم المكي، وأشعث بن سوار، وأبي بردة بريد بن عبد الله بن أبي بردة بن أبي موسى الأشعري، وحمزة بن حبيب الزيات، وداود بن أبي هند، وزكريا بن أبي زائدة، وسعد ابن طريف الإسكاف، وسعيد بن أبي عروبة، وأبي العنبس سعيد بن كثير بن عبيد القرشي، وسليمان الأعمش، وصالح بن حيان القرشي، وطريف أبي سفيان، وعاصم الأحول، وعبد الله بن عطاء وعبد الرحمان بن إسحاق الكوفي، وعبد العزيز بن عمر بن عبد العزيز، وعبد الملك بن أبي سليمان، وعبد الملك بن عبد العزيز بن جريج، وعبيد الله بن عمر وعبيدة بن معتب الضبي، وعثمان بن حكيم الأنصاري، وعصام بن قدامة، وعمر بن ذر، والفضل بن يزيد الثمالي، ومحمد بن عبيد الله العرزمي، ومحمد بن قيس الأسدي، والمختار ابن فلفل، ومطرف بن طريف، وموسى الجهني، وهشام بن عروة، ويحيى بن سعيد الأنصاري، ويزيد بن أبي زياد، وأبي إسحاق الشيباني، وأبي حيان التيمي، وأبي مالك الأشجعي.
- روى عنه: إبراهيم بن مهدي المصيصي، وإسماعيل بن أبان الوراق، وإسماعيل بن الخليل، وأيوب بن منصور، وبشر بن آدم الضرير، والحسن بن الربيع البوراني، وخالد بن مخلد القطواني، وزكريا بن عدي، والسري بن مغلس السقطي، وسهل بن عثمان العسكري، وسويد بن سعيد، وعبد الله بن عامر بن زرارة، وأبو بكر عبد الله بن محمد بن أبي شيبة، وعبد الغفار بن عبد الله بن الزبير الموصلي، وعثمان محمد بن أبي شيبة، وعلي بن حجر السعدي، وعلي بن حكيم الأودي، وعلي بن سعيد بن مسروق الكندي، وفروة بن أبي المغراء، ومحرز بن عون والهلالي، ومحمد بن سعيد بن الأصبهاني، ومحمد بن عبيد المحاربي، ومحمد بن عمر ابن الرومي، ومعلى بن منصور الرازي، ومنجاب بن الحارث التميمي، وهناد بن السري التميمي، وأبو همام الوليد ابن شجاع السكوني، ويحيى بن عبد الحميد الحماني.[5] [6] [7]

## أقوال العلماء فيه
أقوال علماء الجرح والتعديل فيه:
- قال أبو حاتم الرازي: «ثقة صدوق».
- قال أبو زرعة الرازي: «صدوق، ثقة».
- قال أبو عبد الله الحاكم النيسابوري : «ثقة».
- قال أحمد بن حنبل: «صالح الحديث أثبت من أبي معاوية الضرير، ومرة: أما علي بن مسهر فلا أدري كيف أقول ثم قال إن علي بن مسهر كان قد ذهب بصره وكان يحدثهم من حفظه».
- قال أحمد بن صالح الجيلي: «ثقة، مرة: صاحب سنة، ثقة في الحديث، ثبت فيه، صالح الكتاب».
- قال الذهبي: «ثقة».
- قال محمد بن سعد كاتب الواقدي: «ثقة كثير الحديث».
- قال مصنفوا تحرير تقريب التهذيب: «ثقة، قوله له غرائب بعد أن أضر لو لم يذكرها لكان أحسن».
- قال يحيى بن معين: «ثقة».